# Мю Стрільця
Мю Стрільця (Mu Sgr, μ Sagittarii, μ Sgr) це зоряна система в сузір'ї Стрілець.  Вона також має традиційну назву Поліс. Зірки в системі Поліс позначаються Поліс від А до Полісу Е.
Зоряна система Поліс знаходиться на відстані  більше 20 000 світлових років від Землі. Основним компонентом у цій системі, Поліс, є біло-блакитний надгігант спектрального класу В з повною світимістю в 180 000 разів більше, ніж Сонце і радіусом в 115 раз більшим за сонячний. Його маса в 23 рази більша за масу Сонця в той час як температура поверхні цієї зірки становить 11 100 градусів Кельвіна. Основними компонентами системи мю Стрільця є  надгігант спектрального класу B8 і супутник гігант спектрального класу  В2. Період обігу подвійної системи є 180,55 днів. Завдяки обертанню  супутника довкола основної зірки, видима величина Поліс А коливається від 3,84 і 3,96. Інші компоненти дуже слабо пов'язаний з системою Поліс.
| Компонент | Видима величина | Віддаленість від Polis A | Мінімальна відстань від Polis A |
| --------- | --------------- | ------------------------ | ------------------------------- |
| Polis A   | +3.84           | -                        | -                               |
| Polis B   | +11.5           | 16.9 кутових секунд      | 42 200 АО чи 0.67 св.р.         |
| Polis C   | +13.5           | 25.8 кутових секунд      | 64 500 АО чи 1.02 св.р.         |
| Polis D   | +9.9            | 48.5 кутових секунд      | 121 200 АО чи 1.92 св.р.        |
| Polis E   | +9.4            | 50.0 кутових секунд      | 125 000 АО чи 1.98 св.р.        |

## Назва
Традиційне ім'я Polis походить від Коптського слова що означає лоша.